# Anakles (Töpfer)
Anakles (altgriechisch Ἀνακλῆς) war ein griechischer Töpfer, der im 3. Viertel des 6. Jahrhunderts v. Chr. in Athen tätig war, er gehört zu den Kleinmeistern.
Von ihm ist vor allem eine Bandschale in Berlin, Antikensammlung F 1801 (Kriegsverlust) bekannt, die er zusammen mit dem Töpfer Nikosthenes signierte, in dessen Werkstatt er anscheinend arbeitete. Weitere signierte Werke sind Fragmente von Randschalen in Florenz, Museo Archeologico, Leipzig, Antikenmuseum sowie eine Randschale in Schweizer Privatbesitz (ehemals Paris, Sammlung Morin-Jean). Daneben werden ihm noch zwei Fragmente aus der Ausgrabung von Bayraklı (Alt-Smyrna) zugeschrieben.

## Weblink
- Anakles in Perseus

| Personendaten    | Personendaten          |
| ---------------- | ---------------------- |
| NAME             | Anakles                |
| KURZBESCHREIBUNG | griechischer Töpfer    |
| GEBURTSDATUM     | 6. Jahrhundert v. Chr. |
| STERBEDATUM      | 6. Jahrhundert v. Chr. |